# Zapytanie o cenę
Zapytanie o cenę – tryb udzielenia zamówienia publicznego przewidziany w uchylonej ustawie z dnia 29 stycznia 2004 r. Prawo zamówień publicznych, w którym zamawiający kierował pytanie o cenę do wybranych przez siebie wykonawców i zaprasza ich do składania ofert. 
Tryb zapytania o cenę mógł być stosowany wyłącznie w sytuacji, gdy przedmiotem zamówienia były dostawy lub usługi powszechnie dostępne o ustalonych standardach jakościowych, a wartość zamówienia była mniejsza niż kwoty określone w przepisach wydanych na podstawie art. 11 ust. 8 ustawy Prawo zamówień publicznych.
Jedynym dopuszczalnym kryterium oceny ofert w tym trybie była cena.